# فيليب إيتون
فيليب إيتون (بالإنجليزية: Philip Eaton)‏ (و. 1936  م) هو كيميائي، وأستاذ جامعي أمريكي، ولد في بروكلين.

## التعليم
تعلم في جامعة هارفارد، وجامعة برنستون.